# BAE 호크
BAE 호크(BAE System Hawk)는 영국의 단발 고등 제트 훈련기(Advanced Jet Trainer)기이다. 1974년에 호커 시들리 호크(Hawker Siddeley Hawk)로 첫 비행을 성공하였다. 호크기는 영국 공군과 그 외의 여러 나라 공군에서 훈련이나 저가형 전투기의 용도로 운용되고 있으며, 그중에는 대한민국 공군에서 운용중인 T-59도 포함된다. T-59는 오구기 즉 호크기를 음역하여 붙인 번호이다.

## 개요
호크기(Advanced Jet Trainer 2)는 동일 체급의 모든 다른 경쟁기체를 능가하는 성능을 가지고있으며 또한 가장 많이 판매된 기종이다. 900기 이상의 호크기가 전 세계에 걸친 18개 고객에 의해 운용중에 있으며, 거의 2백만 시간의 비행시간을 기록하고 있다.
호크기의 탄생은 동요크셔에 있는 Brough에서 있었으며, 이곳은 항공기 설계 전반에 걸친 디자인 엔지니어링 매뉴팩처와 테스팅을 수행할 수 있다. 호크기는 이들 과정을 거쳐 제작된뒤, 비행테스트를 위해 랭크셔에 있는 Warton으로 옮겨졌다.
가장 신형인 호크기(Hawk Advanced Jet Trainer,AJT)은 타이푼과 F-35 F-18 과 몇몇 아직 등장하지 않은 4세대 5세대 기체의 미래의 파일롯들을 위해 제작된다.
호크기는 생산과 유지비용면에서 비용대 효과가 좋은 고등제트훈련기로 남아있다.
호크기(Hawk Advanced Jet Trainer)는 신형기체이며, 또한 여기에는 지난 30년의 설계경험과 21세기를 위한 신기술이 함축되어 있다.

## 한국의 호크기
한국은 고등훈련기로 사용하던 T-33과 전술훈련기로 사용하던 TF-5B의 퇴역이 다가오자, KTX-2 고등훈련기의 개발을 계획하게 된다. 개발을 기다리는 동안 처음엔 이탈리아의 MB.339 고등훈련기가 좋은 가격경쟁력으로 선정되었으나, 영국 BAe 사의 부사장 진저가, 시험비행조종사 양성협조, 시뮬레이터 개발협조, 고등훈련기 설계기술 제공, 등을 제시하였다. 이에 20대의 MK.67 호크기가 대당 850만 달러에 1992~93년 사이 국내 도입되었다. BAe는 90~91년 사이 14개월간 국내기술진 25명에게 설계기술을 교육시켜주었으며, 시험비행조종사도 이때 양성되었다. KT-1의 개발시험비행조종사인 이진호 소령이 이때 양성된 조종사이다.
MK.67은 도입초기 원활하지 못한 군수지원으로 인해 1대가 추락하였으며, 이후 95년 1월 5일에는 공중충돌사고로 인해 2대의 호크기가 4명의 사망자를 내며 추락하였다. 현재 20대중 3대가 추락하여 17대가 운용중에 있으며, 공군은 호크기를 해외에 공여하고 KA-1으로 대체하려는 계획을 세우기도 하였으나, 경제악화로 인한 여론악화로 불발되었다. MK.67은 현재는 군수지원이 안정화되어있어 문제가 없는 상태이고, 레이다는 없지만 30mm기관포를 탑재하여 유사시 유용한 군전력으로 사용가능한 점이 평가되고 있다. 예천과 서산에 호크기 정비창이 운용되고 있으며 2009년의 호크기 운용율은 약 80%이다. 호크기는 연간 대당 250시간 이상 운용되고 있다.
T-50 개발과정에서 여러차례 개발을 포기하고, MK.67을 추가도입하자는 주장이 있었으며, 이로 인해 개발이 잠시 중단되었던 96.8~97.6월 KDI를 통한 사업타당성 조사가 다시 이루어지기도 하였다. 이 과정에서 T-50개발이 어려울것이라는 주장이 BAe사에서 흘러나온것으로 확인되기도 하였다. 이후 개발파트너가 록히드마틴으로 교체되었고, 호크기 추가도입 대신 T-38 30대가 미국에서 리스되었다.

## 제원
| 항목         | 호크 Mk.128                                                   | T-45C 고스호크                                                |
| ------------ | ------------------------------------------------------------- | ------------------------------------------------------------- |
| 종류         | 훈련기 및 지상공격기                                          | 훈련기                                                        |
| 길이         | 12.43 m                                                       | 11.97 m                                                       |
| 날개폭       | 9.94 m                                                        | 9.39 m                                                        |
| 날개 면적    | 16.69 m²                                                      | 16.69 m²                                                      |
| 가로세로비   | 5.57                                                          | 5.82                                                          |
| 날개 하중    | - 최소 (비무장시): 274 kg/m² - 최대 (최대이륙중량): 545 kg/m² | - 최소 (비무장시): 255 kg/m² - 최대 (최대이륙중량): 383 kg/m² |
| 높이         | 3.98 m                                                        | 4.09 m                                                        |
| 전비중량     | 4,570 kg                                                      | 4,263 kg                                                      |
| 최대이륙중량 | 약 9,100 kg                                                   | 6,387 kg                                                      |
| 최고속도     | 마하 0.85, 1,040 km/h (최적 고도)                             | - 1,006 km/h (고도 2,500 m) - 922 km/h (고도 9,150 m)         |
| 항속속도     | 1.019 km/h (해발)                                             | 자료 없음                                                     |
| 운용고도     | 13,565 m                                                      | 12,955 m                                                      |
| 최대상승률   | 47.25 m/s                                                     | 35.47 m/s                                                     |
| 전투반경     | - 583 km (보조연료탱크 미부착) - 925 km (보조연료탱크 부착)   | 자료 없음                                                     |
| 항속거리     | 2,584 km                                                      | 1,850 km                                                      |
| 최대적재중량 | 3.085 kg                                                      | 자료 없음                                                     |
| 엔진         | 롤스 로이스 Adour Mk.951-터보팬                               | 롤스 로이스 Adour F405-PR-401-터보팬                          |
| 추력         | 28.89 kN                                                      | 25.98 kN                                                      |
| 추력중량비   | - 최대 (비무장시): 0.65 - 최소 (최대이륙중량): 0.32           | - 최대 (비무장시): 0.62 - 최소 (최대이륙중량): 0.41           |
| 가격         | 대당 약 1,500만 유로                                          | 자료 없음                                                     |

- 최신호크기의 가격은 1800만달러에 달한다.
- UAE에서 T-50 M-346 호크기 중에, 혹서기 테스트 직후, 호크기가 가장 먼저 탈락하였다.
- 호크기는 미해군훈련기 사업에 과거 선정된바 있으며, 현재 미공군 T-X사업에 보잉을 파트너로 하여, 가장 유력한 후보로 꼽히고 있다.

## 같이 보기
- BAE 호크 -  영국, 1976년 배치, 최대이륙중량 9.1톤
- 가와사키 T-4 -  일본, 1988년 배치, 최대이륙중량 7.5톤
- T-50 -  대한민국, 2005년 배치, 최대이륙중량 13.5톤
- 야코블레프 YAK-130 -  러시아, 2009년 배치, 최대이륙중량 6.35톤
- M-346 -  이탈리아, 개발중, 최대이륙중량 9.5톤